# Transição epidemiológica
Em demografia e geografia médica, a transição epidemiológica é uma teoria que "descreve a mudança nos padrões populacionais em termos de fertilidade, expectativa de vida, mortalidade e principais causas de morte". Por exemplo, uma fase de desenvolvimento marcada por um aumento repentino nas taxas de crescimento populacional trazida por uma melhor segurança alimentar e inovações na saúde pública e na medicina pode ser seguida por um re-nivelamento do crescimento populacional devido a declínios subsequentes nas taxas de fertilidade. Essa transição pode ser responsável pela substituição de doenças infecciosas por doenças crônicas ao longo do tempo, devido ao aumento da expectativa de vida como resultado de melhores cuidados de saúde e prevenção de doenças. Esta teoria foi originalmente postulada por Abdel Omran em 1971.

## Teoria
Omran dividiu a transição epidemiológica da mortalidade em três fases, na última das quais as doenças crônicas substituem as doenças infecciosas como a causa primária de morte. Essas fases são:
1. A Idade da Peste e da Fome: A mortalidade é alta e flutuante, impedindo o crescimento sustentado da população, com uma expectativa de vida baixa e variável oscilando entre 20 e 40 anos. É caracterizada por um aumento de doenças infecciosas, desnutrição e fome, comuns durante o período Neolítico. Antes da primeira transição, os ancestrais hominídeos eram caçadores-coletores, um estilo de vida parcialmente proporcionado por uma população pequena e dispersa. No entanto, fontes de alimentos sazonais e não confiáveis colocam as comunidades em risco por períodos de desnutrição.
2. A Era do Declínio das Pandemias: A mortalidade diminui progressivamente, com a taxa de declínio acelerando à medida que os picos epidêmicos diminuem em frequência. A esperança média de vida aumenta continuamente de cerca de 30 para 50 anos. O crescimento populacional é sustentado e começa a ser exponencial.
3. A idade das doenças degenerativas e provocadas pelo homem: a mortalidade continua a diminuir e, eventualmente, se aproxima da estabilidade em um nível relativamente baixo. A mortalidade está cada vez mais relacionada a doenças degenerativas, doenças cardiovasculares (DCV), câncer, violência, acidentes e abuso de substâncias, alguns deles devidos principalmente aos padrões de comportamento humano. A expectativa média de vida ao nascer aumenta gradualmente até ultrapassar os 50 anos. É durante esse estágio que a fertilidade se torna o fator crucial no crescimento populacional.

Em 1998, Barrett et al. propuseram duas fases adicionais nas quais as doenças cardiovasculares diminuem como causa de mortalidade devido a mudanças na cultura, estilo de vida e dieta, e as doenças associadas ao envelhecimento aumentam na prevalência. Na fase final, a doença é amplamente controlada para aqueles com acesso à educação e saúde, mas desigualdades persistem.
1. A Idade de Declínio da Mortalidade por DCV, Envelhecimento e Doenças Emergentes: Os avanços tecnológicos na medicina estabilizam a mortalidade e os níveis de natalidade. Doenças emergentes se tornam cada vez mais letais devido à resistência aos antibióticos, novos patógenos como Ebola ou Zika e mutações que permitem que patógenos antigos superem a imunidade humana.
2. A Idade da Qualidade de Vida Aspirada com Desigualdades Persistentes: A taxa de natalidade diminui com o aumento da expectativa de vida, levando a uma população equilibrada por idade. As desigualdades socioeconômicas, étnicas e de gênero continuam a manifestar diferenças na mortalidade e fecundidade.

A transição epidemiológica ocorre quando um país sofre o processo de transição de nação em desenvolvimento para nação desenvolvida. Os desenvolvimentos da saúde e da medicina modernas, como os antibióticos, reduzem drasticamente as taxas de mortalidade infantil e aumentam a expectativa média de vida, o que, juntamente com o declínio subsequente nas taxas de fertilidade, reflete uma transição para doenças crônicas e degenerativas como causas mais importantes de morte.
A teoria da transição epidemiológica usa padrões de saúde e doença, bem como suas formas de determinantes e resultados demográficos, econômicos e sociológicos.

## História

Pirâmides populacionais de nações desenvolvidas e em desenvolvimento, mostrando como o aumento da expectativa de vida e as mudanças na fertilidade alteram a população. Cada barra representa uma categoria de idade e sua porcentagem da população total, com homens à esquerda e mulheres à direita

Na história humana geral, a primeira fase de Omran ocorre quando a população humana mantém padrões cíclicos, de baixo crescimento e lineares associados a guerras, fome, surtos epidêmicos, bem como pequenas idades de ouro e períodos localizados de prosperidade. No início da história pré-agrícola, as taxas de mortalidade infantil eram altas e a expectativa de vida média baixa. Hoje, a expectativa de vida nos países em desenvolvimento permanece relativamente baixa, como em muitos países da África Subsaariana, onde a expectativa de vida normalmente não ultrapassa os 60 anos de idade.
A segunda fase envolve a melhoria da nutrição como resultado da produção estável de alimentos, juntamente com os avanços da medicina e o desenvolvimento dos sistemas de saúde. A mortalidade na Europa Ocidental e na América do Norte caiu pela metade durante o século XIX devido ao fechamento de sistemas de esgoto e água potável fornecida por serviços públicos, com um benefício particular para crianças de ambos os sexos e para mulheres nos períodos de adolescência e idade reprodutiva, provavelmente devido à suscetibilidade desses grupos para doenças infecciosas e de deficiência. Uma redução geral da desnutrição permitiu que as populações resistissem melhor às doenças infecciosas. Avanços importantes no tratamento incluíram o início da vacinação durante o início do século XIX e a descoberta da penicilina em meados do século XX, o que levou, respectivamente, a um declínio generalizado e dramático nas taxas de mortalidade por doenças anteriormente graves, como varíola e sepse. As taxas de crescimento populacional aumentaram nas décadas de 1950, 1960 e 1970 para 1,8% ao ano e mais, com o mundo ganhando 2 bilhões de pessoas entre 1950 e 1980. Um declínio na mortalidade sem um declínio correspondente na fertilidade leva a uma pirâmide populacional assumindo a forma de uma bala ou de um barril, já que os grupos de jovens e de meia-idade compreendem porcentagens equivalentes da população.
A terceira fase de Omran ocorre quando as taxas de natalidade humana diminuem drasticamente de taxas de reposição altamente positivas para números de reposição estáveis. Em várias nações europeias, as taxas de substituição tornaram-se mesmo negativas. Essa transição geralmente representa o efeito líquido das escolhas individuais sobre o tamanho da família e a capacidade de implementar essas escolhas. Omran fornece três fatores possíveis que tendem a encorajar taxas de fertilidade reduzidas:
1. Fatores biofisiológicos, associados à redução da mortalidade infantil e à expectativa de vida mais longa dos pais;
2. Fatores socioeconômicos, associados à sobrevivência infantil e aos desafios econômicos do grande tamanho da família; e
3. Fatores psicológicos ou emocionais, nos quais a sociedade como um todo muda sua lógica e opinião sobre o tamanho da família e as energias dos pais são redirecionados para os aspectos qualitativos da criação dos filhos.

### Impacto na fertilidade
As melhorias na sobrevivência feminina e infantil que ocorrem com a mudança nos padrões de saúde e doença discutidos acima têm efeitos distintos e aparentemente contraditórios sobre a fertilidade. Embora melhor saúde e maior longevidade desfrutada por mulheres em idade reprodutiva tendam a aumentar a fertilidade, os riscos reduzidos para bebês e crianças pequenas que ocorrem nos estágios posteriores da transição tende a ter o efeito oposto: amamentação prolongada associada à redução da mortalidade entre bebês e crianças pequenas, juntamente com o reconhecimento dos pais de uma melhor sobrevida na infância, tendem a aumentar os intervalos entre nascimentos e diminuir as taxas reprodutivas gerais.

### Impacto econômico
A transição também pode estar associada a movimentos demográficos para áreas urbanas e a uma mudança da produção agrícola e da produção baseada no trabalho para economias baseadas no setor de tecnologia e serviços. Essa mudança nos perfis demográficos e de doenças está atualmente em andamento na maioria das nações em desenvolvimento; no entanto, cada país é único e a velocidade de transição é baseada em vários fatores geográficos e sociopolíticos. Quer a transição seja devido a melhorias socioeconômicas (como nos países desenvolvidos) ou por programas modernos de saúde pública (como tem sido o caso em muitos países em desenvolvimento), a redução da mortalidade e das doenças infecciosas tende a aumentar a produtividade econômica por meio do melhor funcionamento dos adultos membros da força de trabalho e por meio de um aumento na proporção de crianças que sobrevivem e amadurecem para se tornarem membros produtivos da sociedade.

## Modelos de transição

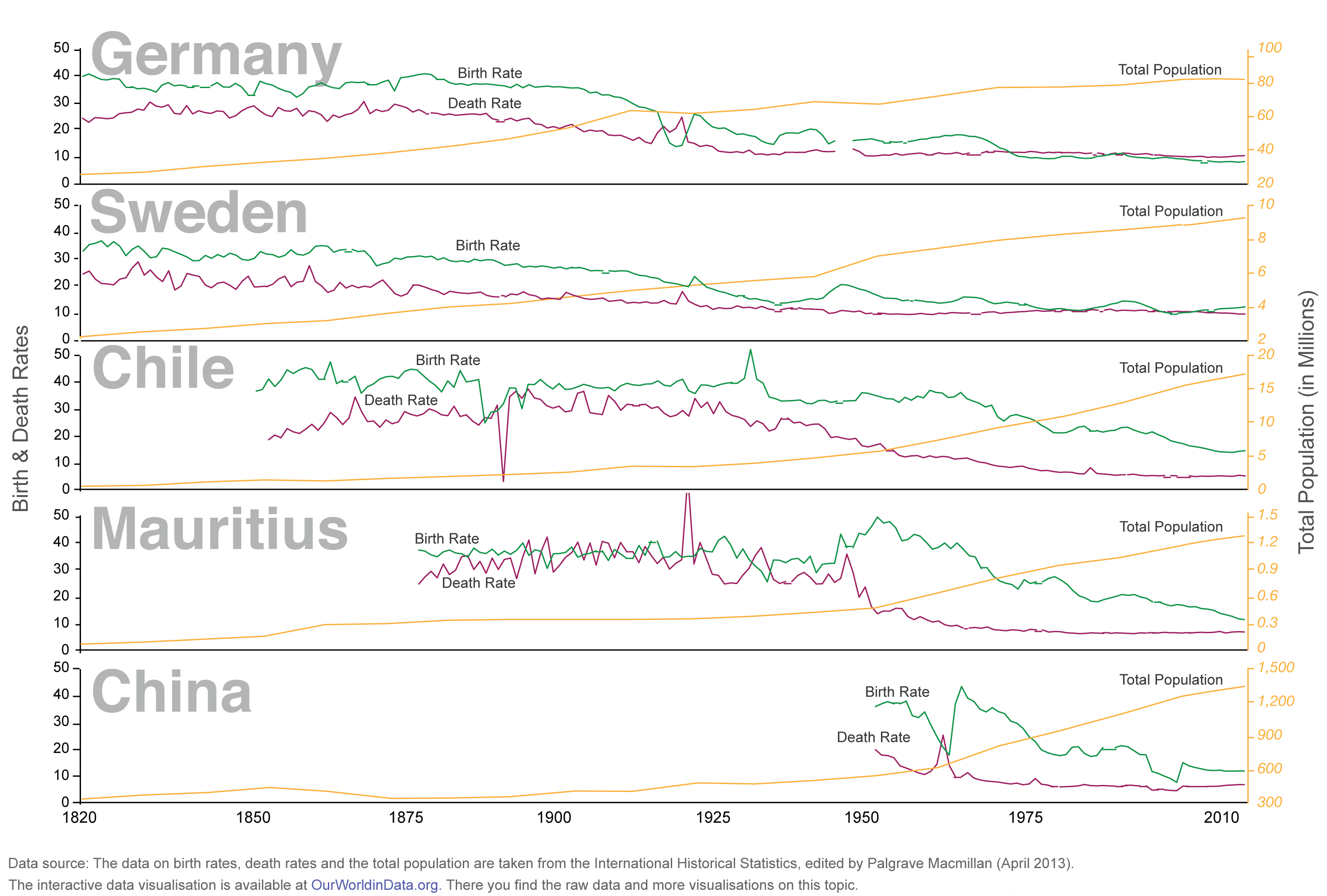
Mudança demográfica na Alemanha, Suécia, Chile, Maurício, China de 1820 a 2010.
Linha rosa: taxa bruta de mortalidade, linha verde: taxa de natalidade (bruta), linha amarela: população.

Omran desenvolveu três modelos para explicar a transição epidemiológica.
1. Modelo clássico/ocidental: (Inglaterra, País de Gales e Suécia) Os países da Europa Ocidental normalmente experimentaram uma transição que começou no final do século XVIII e durou mais de 150 anos até a era pós-Segunda Guerra Mundial. A longa transição permitiu que a fertilidade diminuísse virtualmente na mesma taxa em que a mortalidade também diminuiu. A Alemanha pode ser considerada outro exemplo desse modelo.
2. Modelo acelerado: (Japão) O Japão experimentou uma transição rápida como resultado de algumas décadas de industrialização intensiva impulsionada pela guerra seguida pela ocupação do pós-guerra. A transição acelerada segue um padrão semelhante ao modelo clássico/ocidental, exceto que ocorre em um intervalo de tempo muito mais curto. A China pode ser considerada outro exemplo desse modelo.
3. Modelo contemporâneo/atrasado: (Chile, Sri Lanka) Devido ao lento desenvolvimento econômico, o Chile e o Ceilão (Sri Lanka) experimentaram transições atrasadas que duraram até o século XXI. Melhorias médicas e de saúde pública reduziram a mortalidade, enquanto a taxa de natalidade permanece alta. As tradições culturais combinadas com a instabilidade política e econômica e a insegurança alimentar significam que a mortalidade para mulheres e crianças flutua mais do que para homens. Maurícia pode ser considerado outro exemplo desse modelo.

## Determinantes da doença
1. Ecobiológicos: mudanças nos padrões de imunidade, vetores (como o rato preto parcialmente responsável pela disseminação da peste bubônica na Europa) e o movimento de organismos patogênicos. Isso altera a frequência de doenças infecciosas epidêmicas, bem como de infecções crônicas e outras doenças que afetam a fertilidade e a mortalidade infantil.
2. Socioeconômicos: determinantes políticos e culturais, incluindo padrões de vida, hábitos de saúde, higiene e nutrição. A higiene e a nutrição estão incluídas aqui, em vez de nos determinantes médicos, porque sua melhoria nos países ocidentais foi em grande parte um subproduto da mudança social, e não um resultado do planejamento médico.
3. Médicos/Saúde pública: medidas preventivas e curativas específicas usadas para combater doenças, incluindo melhoria do saneamento público, imunização e desenvolvimento de terapias decisivas. Fatores médicos e de saúde pública entraram em ação no final da transição para o oeste, mas têm influência no início de certas transições aceleradas e contemporâneas.[4]

## Outras perspectivas
McMichael, Preston e Murray oferecem uma visão mais refinada da transição epidemiológica, destacando macrotendências e enfatizando que há uma mudança de doenças infecciosas para não transmissíveis, mas argumentando que isso acontece de forma diferente em contextos diferentes.